# Доријан Бабунски
Доријан Бабунски (Скопље, 29. август 1996) је северномакедонски фудбалер који тренутно наступа за Грасхопер. Игра на позицији нападача.
Бабунски је из фудбалске породице, његов отац Бобан и брат Давид се такође баве фудбалом. Бобан је фудбалски тренер и бивши југословенски и северномакедонски репрезентативац, а Давид је репрезентативац и бивши фудбалер Црвене звезде. Потомак је четничког војводе из Старе Србије јована Бабунског.